# ال پرلونت
ال پرلونت (به اسپانیایی: El Perellonet) یک منطقهٔ مسکونی در اسپانیا است که در استان والنسیا واقع شده‌است. ال پرلونت  ۱٬۶۰۲ نفر جمعیت دارد و ۲ متر بالاتر از سطح دریا واقع شده‌است.